# BelAZ

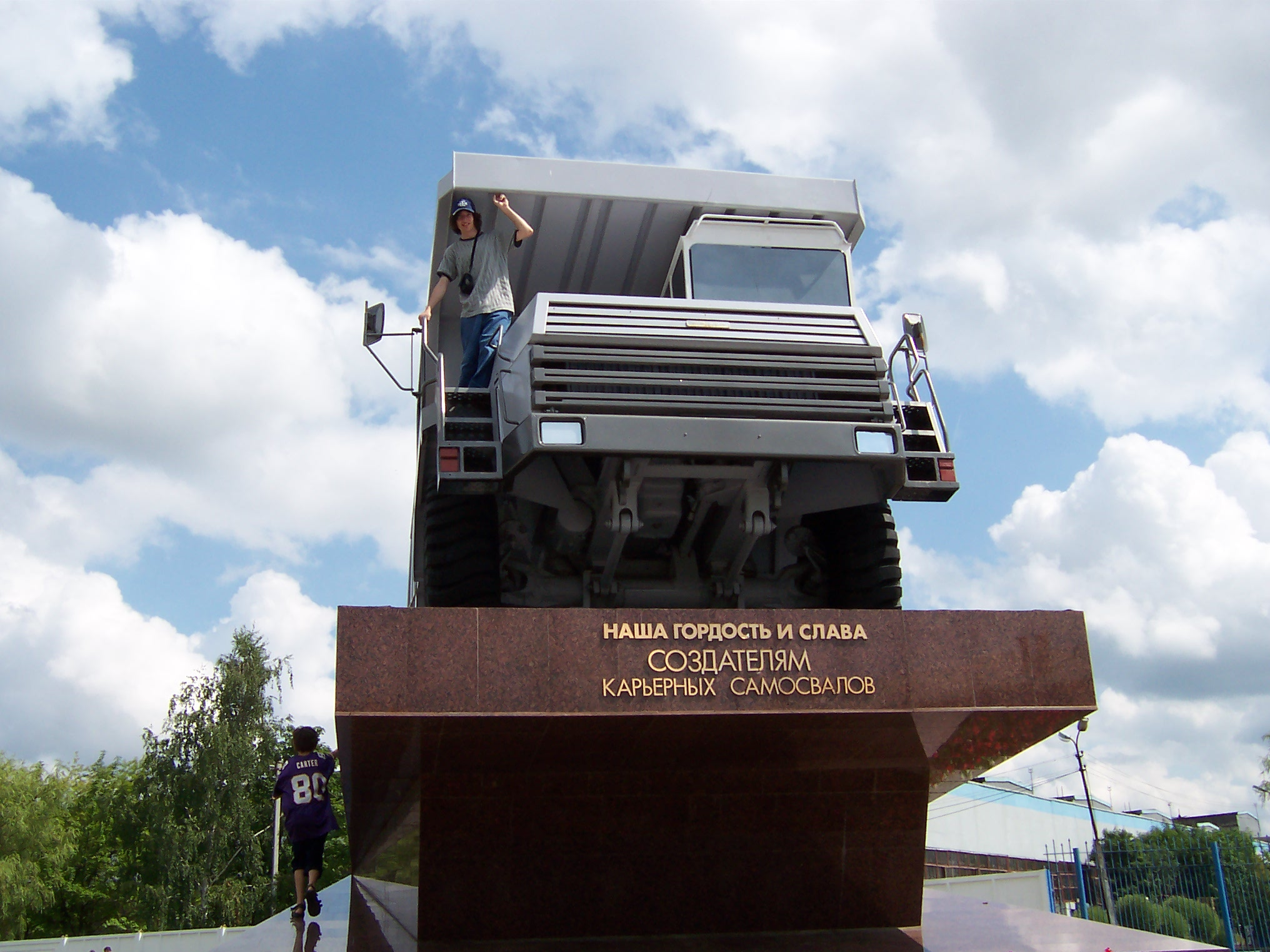
Truckstandbeeld buiten de Belazfabriek in Zodino, Wit-Rusland

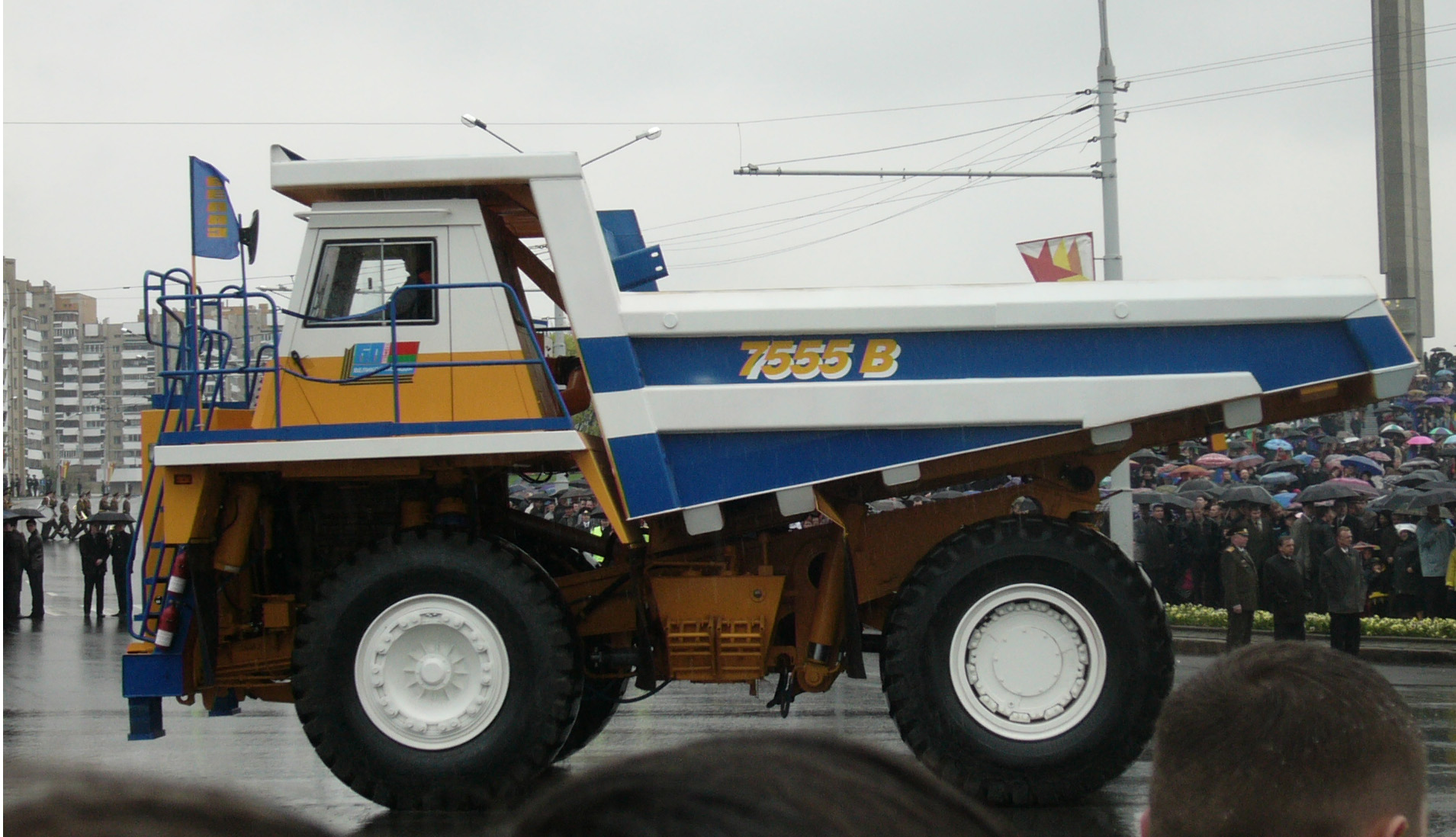
Belaz 7555 in Minsk, Wit-Rusland tijdens de VictoryParade in 2005

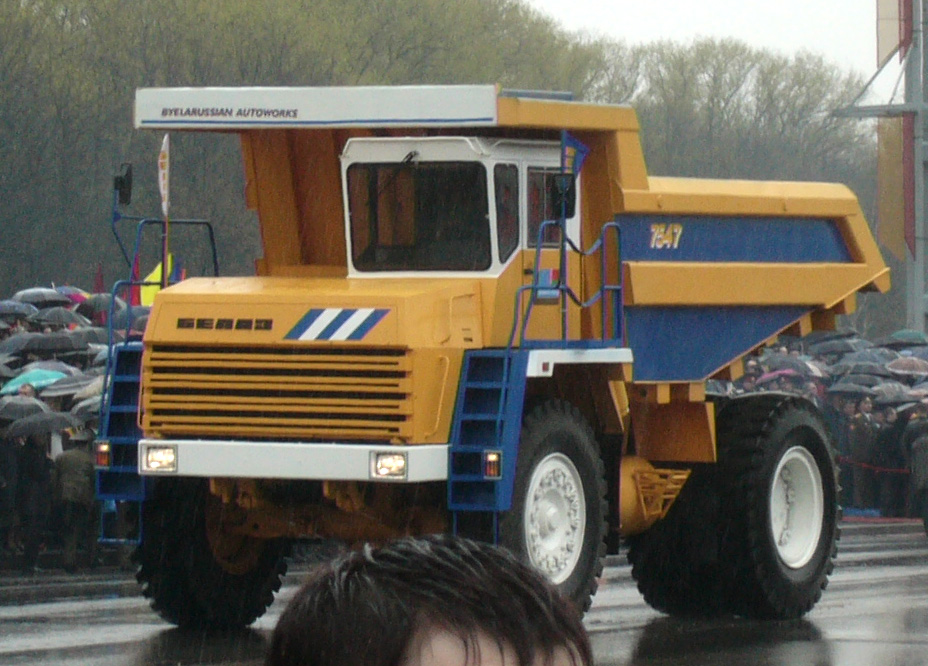
Belaz 7547 in Minsk, Wit-Rusland tijdens de VictoryParade in 2005

BelAZ (Russisch: БелАЗ, BelAZ Белорусский автомобильный завод; Wit-Russisch: Беларускі аўтамабільны завод, Belaroeski autamabilni zavod) is een vrachtwagenmerk uit Wit-Rusland. De hoofdvestiging is in Zjodino.
In 1958 werd het merk BelAZ opgericht in de machinefabriek Djormasj, waar al eerder landbouwvoertuigen en bouwmachines werden gemaakt. Het bedrijf gebruikte de letters MAZ in het bedrijfslogo, wat stond voor Minski Avtomobilny Zavod.

## Specalisatie
BelAZ produceerde vanaf het begin zware voertuigen voor speciaal vervoer. In 1961 kwam het eerste type uit, de MAZ-525. Dit was een kiepwagen met een laadvermogen van 25 ton. Vanaf 1975 verdween de afkorting MAZ en werd gewoon BelAZ gebruikt om de voertuigen van deze fabrikant aan te duiden.

## Typen
- MAZ - 525 - Kiepwagen 25 ton laadvermogen
- MAZ - 540 - Kiepwagen 27 ton laadvermogen
- BELAZ - 548 - Kiepwagen 40 ton laadvermogen
- 540 - A - Bakwagen met 75 ton of 125 ton laadvermogen
- BELAZ - 7519 - Kiepwagen met 110 ton laadvermogen
- BELAZ - 7521 - Kiepwagen met 280 ton laadvermogen
- BELAZ - 7555 - Kiepwagen met 350 ton laadvermogen

## 1990
In 1990 stopte BelAZ met het maken van vrachtwagens. Het bedrijf heeft zich vanaf dat moment gespecialiseerd in luchthavenvoertuigen. Tegenwoordig produceert BelAZ alleen nog luchthaventrekkers met een laadvermogen van 32, 45 of 55 ton.